# Aristide Guarneri
Aristide Guarneri (né le 7 mars 1938 à Crémone, en Lombardie) est un footballeur puis entraîneur italien. Il évolue au poste de défenseur de la fin des années 1950 au début des années 1970.

## Biographie
En tant que défenseur, Aristide Guarnesi est international italien à vingt-et-une reprises (1963-1968) pour un but. 
Il participe à la Coupe du monde de football de 1966, en Angleterre, ne jouant qu'un match, contre la Corée du Nord. De plus l'Italie est éliminée au premier tour. Il participe aussi à l'Euro 1968. Il ne joue pas contre l'URSS mais il est titulaire dans les deux matchs de la finale contre la Yougoslavie. Il remporte ce tournoi. 
En club, il commence sa carrière à Calcio Côme, puis joue à l'Inter Milan, ensuite à Bologne FC 1909, puis le SSC Naples et à l'US Cremonese. Il remporte la quasi-totalité de ses titres avec l'Inter (nationaux, européens et mondiaux), à l'exception d'une D4 en 1971 avec l'US Cremonese.

## Clubs
- 1957-1958 :  Calcio Côme
- 1958-1967 :  Inter Milan
- 1967-1968 :  Bologne FC 1909
- 1968-1969 :  SSC Naples
- 1969-1970 :  Inter Milan
- 1970-1971 :  US Cremonese

## Palmarès
- Championnat d'Europe de football
  - Vainqueur en 1968
- Coupe intercontinentale
  - Vainqueur en 1964 et en 1965
- Ligue des champions de l'UEFA
  - Vainqueur en 1964 et en 1965
  - Finaliste en 1967
- Coupe d'Italie de football
  - Finaliste en 1959 et en 1965
- Championnat d'Italie de football
  - Champion en 1963, en 1965 et en 1966
  - Vice-champion en 1962, en 1964, en 1967 et en 1970
- Championnat d'Italie de football D4
  - Champion en 1971